# Helmut Meewes
Helmut Meewes (* 15. November 1929 in Hamburg, Deutschland) ist ein deutscher Kameramann, Regisseur und Drehbuchautor.

## Leben und Wirken
Helmut Meewes ist erst seit Beginn der 1960er im Film- und Fernsehgeschäft nachzuweisen. 1962 brachte er mit einem Kollegen als Co-Regisseur einen kurzen Dokumentarfilm über Berlin heraus, wechselte dann aber für mehrere Jahre hinter die Kamera. In dieser Zeit gestaltete Meewes lediglich den Titelvorspann zu dem österreichischen Agentenfilm Schüsse im 3/4 Takt und inszenierte eine Episode eines mehrteiligen Films aus der Produktion Franz Seitzens, Der Paukenspieler. Mit Beginn der 1970er erhielt Meewes auch regelmäßiger Regieaufgaben angeboten. Seine bemerkenswerte 14-minütige Dokumentation über ein Mahnmal auf dem Gelände des ehemaligen KZ Dachau (1970) erhielt 1973 beim Filmfestival in Krakau den Journalistenpreis. 1971 arbeitete Meewes bei einer Fernsehproduktion mit Peter Ustinov zusammen. 
1975 führte der Hamburger die Kamera bei Harald Philipps von der Kritik als „außerordentlich dumm“ bezeichneten Kriegsfilm Die Brücke von Zupanja und inszenierte gleich im Anschluss daran in Wien die prominent besetzte Agentenfilmkomödie Auch Mimosen wollen blühen, die allerdings von der Kritik gleichfalls schlecht besprochen wurde. Von 1976 bis 1982 drehte Helmut Meewes für den SFB 24 Episoden der Krimifernsehserie Direktion City und 1989 zwölf Episoden der ARD-Vorabendserie Drei unter einer Decke. Dies ist sein letzter größerer Tätigkeitsnachweis als Fernsehschaffender im Unterhaltungsfilmbereich, danach verliert sich weitgehend die Spur des damals 60-jährigen Meewes, der sich in späteren Jahren als Maler und Autor betätigte. Zum Jahresbeginn 2016 war anlässlich der Wiederaufführung des Nandor-Glid-Films Meewes’ Anwesenheit in Dachau angekündigt worden.

## Filmografie
- 1962: Berlin – Impressionen aus einer Weltstadt (Kurzdokumentarfilm, Co-Regie)
- 1965: Um null Uhr schnappt die Falle zu (Kamera)
- 1967: Liebesnächte in der Taiga (Kamera)
- 1970: Das Internationale Mahnmal von Nandor Glid in Dachau (Kurzdokumentarfilm, Regie und Kamera)
- 1971: Der Paukenspieler (Co-Regie, Co-Drehbuch und Kamera)
- 1971: Ehemänner-Report (Kamera)
- 1971: Ustinovs Ferngespräche (Regie)
- 1972: Die Klosterschülerinnen (Kamera)
- 1973: Ustinovs Notenwechsel (Regie)
- 1974: Konny und seine drei Freunde (TV-Serie, Regie, Drehbuch)
- 1975: Akropolis – Akropolis (Kurzdokumentarfilm, Regie, Drehbuch, Kamera)
- 1975: Die Brücke von Zupanja (Kamera)
- 1975: Auch Mimosen wollen blühen (Regie und Drehbuch)
- 1976–1982: Direktion City (Fernsehserie, Regie)
- 1978: Airport-Impressionen (Kurzdokumentarfilm, Regie, Kamera)
- 1978: Rosi (TV, Regie)
- 1979: Frankfurt am Main … Im Herzen Europas (Kurzdokumentarfilm, Regie, Kamera)
- 1980: Akropolis-Akropolis
- 1981: Die blonde Caroline (TV, Regie)
- 1983: Brückenschläge (TV, Regie und Drehbuch)
- 1984: Harlekinade (TV, Regie, Drehbuch, Kamera)
- 1989: Drei unter einer Decke (TV-Serie, Regie)
- 1995 ff.: Schätze der Welt – Erbe der Menschheit (Fernsehdokumentationen, Regiebeiträge)